# Esseneïta
L'esseneïta és un mineral de la classe dels silicats del subgrup dels clinopiroxens. Va ser anomenada per Eric J. Essene, qui també va descobrir els primers espècimens. La localitat tipus és a Durham, a la conca del Powder River (afluent del Yellowstone), Wyoming, EUA.